# Pocomtuc
Pocomtuc (Pocumtuc).- konfederacija Algonquianskih plemena u dolini rijeke Connecticut, na sjeveroistoku SAD-a. Pleme Deerfield ili Pocomtuc dalo je svoje ime ovom plemenskom savezu, ostali članovi saveza bili su Agawam, Mayawaug, Nameroke, Nonotuck, Norwottuck,  Pachasock, Scitico,  Squawkeag (Squakheag) (koji su po svoj prilici bili i članovi saveza Nipmuc i Abenaka ) i Woronoco.
-Kao i druga Algonquianska plemena iz Nove Engleske, tako su i Pocomtuci agrikulturan narod koji živi od obrade zemlje. 
Kukuruz, grah i 'squash' bili su glavna kultura. 'Squash' je vrsta tikve koja raste diljem Amerike, Massachuset Indijanci nazivali su je askoot-asquash, a pripada u Cucurbite. U lov su išli u zimskom periodu, dok bi se u proljeće bavili ribarenjem na Connecticutu i pritokama. Domovina im je obilovala raznom divljaći, a i rijeke su obilovale velikim ribama. Kanu je bilo glavno transportno i prijevozno sredstvo, u njemu se išlo u ribolov, i prevozila su se krzna. –Sela Pocomtuca ležala su uz glavnu rutu koja je povezivala atlantska plemena i plemena iz unutrašnjosti,  glavni takav trgovački put zvao se Mohawk Trail, i bio je arterija trgovine ovih plemena. Sela Pocomtuca koja su se nalazila uz te trgovačke rute, bila su utvrđena, kako bi se zaštitili od raznih lutajućih bandi. Stalni napadi Mohawka i drugih natjerala su ova plemena da sklapaju saveze (konfederacije), kako bi si pomagali kada jedno pleme bude napadnuto.
Plemena konfederacije Pocomtuc
Agawam (Agawome, Nayusset). Ovo pleme živjelo je u području današnjeg West Springfielda, glavno istoimeno selo nalazilo se na Long Hillu u Massacgusettsu.
Mayawaug, živjeli su kod Suffielda u Connecticutu.
Nameroke, u Enfieldu, istočno od Thompsonvillea, Connecticut.
Nonotuc (Nonotuck), kod Northamptona u Massachusettsu. Pleme je trgovalo kožama na sjeveru s Pocomtucima i Sokokima, Woronoco Indijancima na zapadu i Agawamima na jugu.
Norwottuck (Nalvotogy, Norwootuc) "in the midst of the river.", na području današnjeg Amhersta. Grad je dobio ime po Lordu Jeffreyu Amherstu, britanskom generalu.
Pachasock.
Pocumtuc (Pocomtook, Pocomtuc, Pocumtook, Pocutuc, Pokamtakuke)  u dolini rijeke Deerfield kao i obližnjem dijelu doline Connecticuta.
Scitico (Skittico, Squitkko) [ "land at the river branch".], na istočnom dijelu grada Enfielda u Conn., u okrugu Hartford.
Squawkeag (Squaeg, Squakheag) na obalama Connecticuta, u sjevernom dijelu okruga Franklin, glavno naselje bilo je kod Northfielda, Mass. Ovo pleme danas je dio Sokoki Indijanaca, poznatih i kao St. Francis Indians. Vidi Abenaki i Sokoki.
Woronoco (Woronoack, Worrinoke, Warronoco), u Massachusettsu., kod West Springfielda, u okrugu Hampden County,  Njihovo ime znači "winding about".
Povijest
Pocomtuca je 1600. bilo oko 5,000. Ratovi s Irokezima i Englezima i razne epidemije brzo su im smanjile broj. Najprije su 1666. glavnu utvrdu plemena Deerfield uništili Mohawk Indijanci, jedno od plemena Irokeza. Kasnije se priključuju ustanicima Kralja Philipa. U ovome ratu (King Philip's War) koji je trajao od 1675. – 1676. stradava ih najveći dio. Završekom rata oko 600 Pocomtuca i Nipmuca (srodnog plemena) bježi u Schaghticook, naselje Mahican Indijanaca na rijeci Hudson u New Yorku. Dio ih je pak otišao na sjever u Quebec plemenima Missisquoi i Sokoki, plemenima iz saveza Abenaka. Najveća grupa koja je ostala u Schaghticooku priključuje se Sokokima tek 1758. Današnji Sokoki iz Quebeca i Vermonta imaju dosta potomaka iz plemena Pocomtuc i Nipmuc.

## Vanjske poveznice
- Pocomtuc Indian Tribe History
- Pocumtuc History